# 栃餅

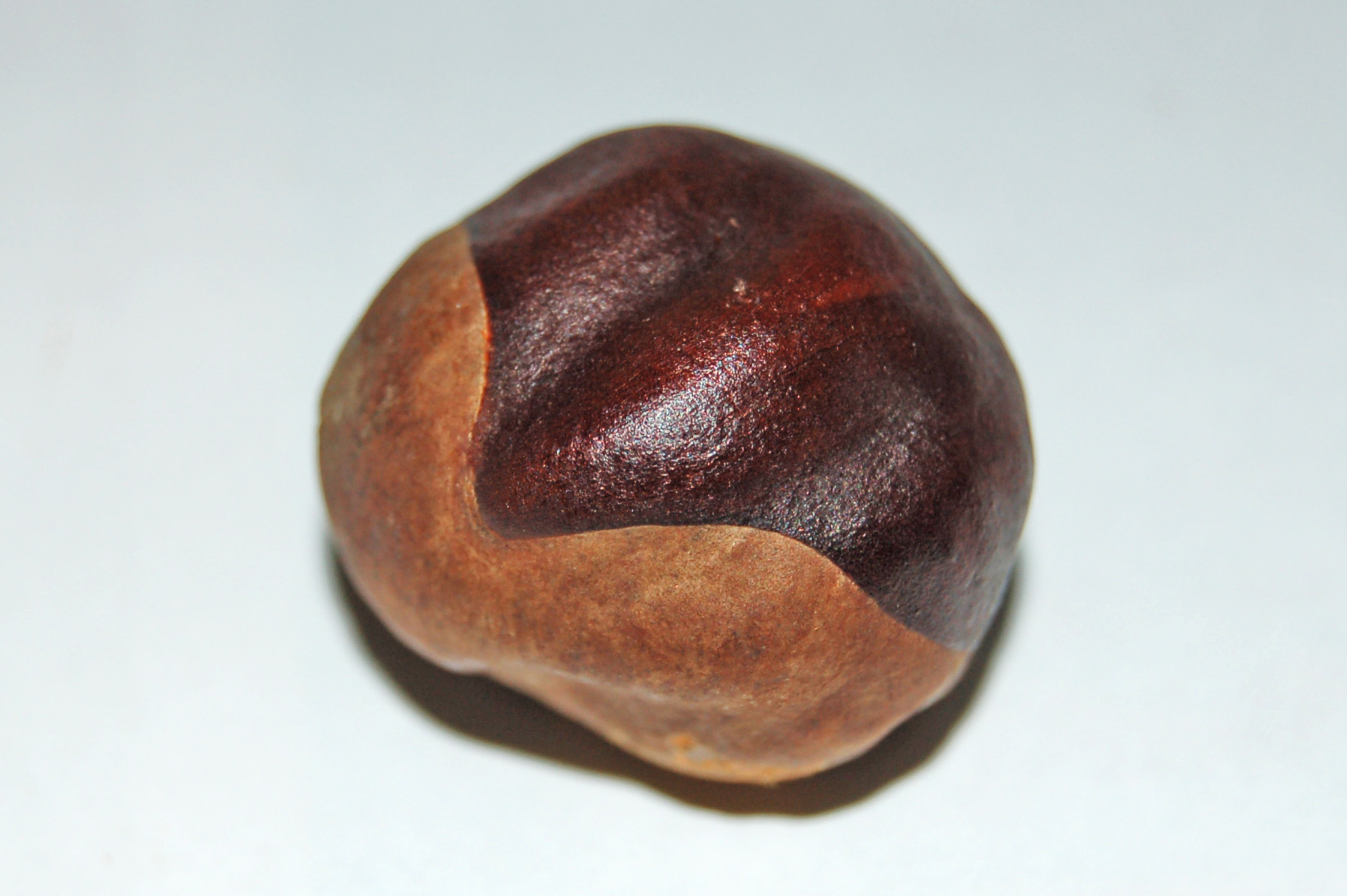
原料となる栃の実

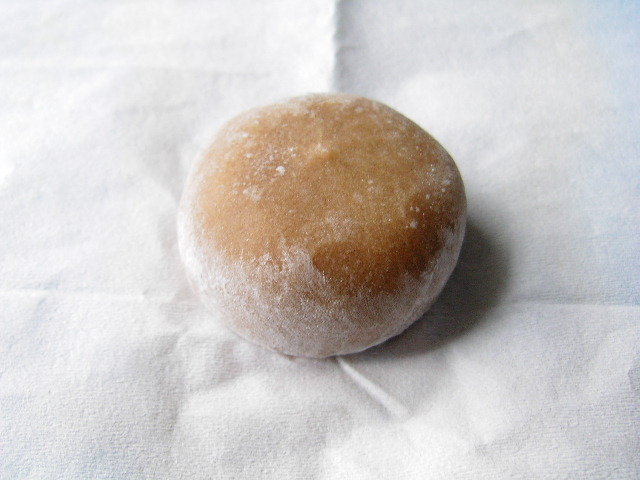
栃餅（京都府綾部市産）

栃餅（とちもち）は、灰汁抜きした栃の実（トチノキの実）をもち米とともに蒸してからつき、餅にしたものである。もち米だけの餅よりも黄土色や茶色がかっており、粘りが少なく独特の苦みや渋みがある。
かつては米がほとんど取れない山村では重要な食糧で、古くは縄文時代から食べられ、現代では全国各地の土産物の1つとしても売られている。砂糖を付ける、餡に絡めるあるいは包む、塩茶漬けにするなどして食べる。
栃の実のアクを抜いて食べるのは世界でも日本だけである。アクを抜くのに半月以上の時間と高度な技術が必要である。アク抜きに用いる灰の質や、アク抜き時の温度管理によって味が左右される。あらかじめ灰汁抜きされた栃の実も販売されている。